# La planta insolente
La planta insolente (n.đ. 'Cái cây xấc xược') là một bộ phim được sản xuất bởi đạo diễn người Venezuela Román Chalbaud, phát hành năm 2017. Bộ phim tái hiện lại nhiệm kỳ tổng thống Venezuela của Cipriano Castro. Bộ phim là một bom xịt phòng vé và nhận về nhiều nhận xét tiêu cực của các nhà phê bình.

## Kịch bản
Bộ phim mô tả nhiệm kỳ của Tổng thống Venezuela Cipriano Castro. Tiêu đề của bộ phim dựa trên câu nói của ông: "The insolent plant of the foreigner has desecrated the sacred soil of the fatherland", phản ứng của ông đối với cuộc khủng hoảng Venezuela 1902–1903, khi người châu Âu phong tỏa bờ biển của Venezuela sau khi Venezuela từ chối trả nợ.  

## Sản xuất
Ý tưởng cho bộ phim được đưa ra vào năm 2009, trong buổi công chiếu Zamora: Tierra y hombres libres. Tổng thống Hugo Chávez đã đề nghị làm một bộ phim về Cipriano Castro cho Chalbaud và Luis Britto García, cả hai đều đã từng làm việc trong bộ phim với tư cách là đạo diễn và biên kịch. 

## Diễn viên
- Roberto Moll
- Juliana Cuervos
- Alexander Solórzano
- Hans Christopher
- Julio Mota
- Aura Rivas
- Antonieta Colón
- Alfredo Medina
- Dimas González
- José Luis Márquez
- José León
- Jorge Canelón
- Laureano Olivares

## Ra mắt
Bộ phim trở thành một bom xịt phòng vé. Các rạp chiếu phim đều vắng khách và bộ phim nhanh chóng bị dừng công chiếu.

## Đánh giá
Nhà phê bình phim người Venezuela Sergio Monsalve nói rằng bộ phim cùng với El Caracazo, Días de poder và Zamora: Tierra y hombres libres, đã làm hoen ố sự nghiệp của Chalbaud với tư cách là một nhà làm phim, nói rằng chúng được sản xuất để làm hài lòng cuộc Cách mạng Bolivar và đảng cầm quyền.  
Viết cho Revista Florencia, Crissia Contreras đã chỉ trích một số khía cạnh của bộ phim, đặc biệt là kịch bản và hiệu ứng hình ảnh của nó. Contreras viết rằng các cuộc đối thoại của Cipriano Castro và Juan Vicente Gómez thiếu chiều sâu và Britto đã không miêu tả một cách chân thực hai trong số những nhân vật quan trọng nhất trong lịch sử Venezuela: Castro, lãnh đạo của Revolución Liberal Restauradora, và cộng sự của ông Gómez, người cai trị Venezuela trong 27 năm và được nhà văn Francisco Herrera Luque mô tả là người sáng lập ra nhà nước Venezuela hiện đại. Crissia cũng nói rằng hiệu ứng của bộ phim quá tệ, cho thấy việc sản xuất phim của Venezuela khó mà chấp nhận được. Các diễn viên phụ, thậm chí cả các diễn viên chính, không thể hiện được các khía cạnh cơ bản của quân đội "Liberal Restorative", chẳng hạn như giọng vùng Andes. 